# Miguel Gato
José Miguel Gato Luaces (Ortigueira 1946 - Madrid, 19 de novembre de 2010) va ser un periodista i cineasta gallec.
Va estudiar a l'Escola Oficial de Cinematografia fins al tancament del centre i va formar part del moviment cinematogràfic gallec que va sorgir als anys 70. Després de diversos treballs en pel·lícules d'altres directors, va realitzar i coescriure amb Francisco Taxes el curtmetratge A tola (1974), que es va projectar al Festival de Cinema d'Ourense abans de ser censurat i segrestat. La la pel·lícula no es conserva.
També ha treballat com a periodista de cinema en diverses revistes i suplements culturals i com a guionista a Televisió Espanyola, Telemadrid i ETB.

## Filmografia
- A tola (1974)
- O herdeiro (1976)
- Eguas preñadas polo vento (1977)
- Os cigarróns (Viejas costumbres gallegas) (1977)
- Pesquisas. O caso das galiñas aforcadas (1991)